# Pereskioideae
Sous-famille
Synonymes
Pereskieae Rchb. (1832)
Les Pereskioideae sont une sous-famille de Cactaceae (les cactus).
Le genre type est Pereskia Mill.

## Description
Il s'agit de cactus très primitifs, pas ou peu succulents. Ces cactus sont le chaînon manquant entre les plantes classiques, dites mésophytes et les cactus. Ils ont gardé l'aspect d'arbustes classiques et leurs vraies feuilles : Pereskia, Pereskiopsis, Quiabentia (en).
À la différence des autres espèce de la famille des Cactaceae, l'ovaire n'est pas infère (c'est-à-dire qu'il doit être situé sous les pièces florales).

## Liste des sous-taxons
Sous-famille des Pereskioideae
- genre Pereskia
- genre Rhodocactus

## Publication originale
- Engelmann G. in W.H.Brewer, 1876. Bot. California 1: 243.